# NGC 3119
NGC 3119 (другие обозначения — ZWG 93.45, NPM1G +14.220, PGC 29381) — линзовидная галактика в созвездии Льва. Открыта Альбертом Мартом в 1863 году.
Точно неизвестно, наблюдал ли Март NGC 3121, которую открыл Уильям Ласселл в 1848 году, или же он видел NGC 3119, поскольку галактики близки на небе и похожи, в его телескоп можно было разглядеть оба объекта, а координаты указаны неточные. Тем не менее, галактике NGC 3119 в Пересмотренном новом общем каталоге (RNGC) приписано именно открытие Мартом.
Этот объект входит в число перечисленных в оригинальной редакции «Нового общего каталога».